# 78577 JPL
78577 JPL — астероїд головного поясу, відкритий 10 вересня 2002 року.
Тіссеранів параметр щодо Юпітера — 3,266.